# 安輔廷
安辅廷（1894年—1969年5月16日），河北唐山人。中华民国政治人物、工会领袖。民國37年（1948年）在工會北區（河北、山西、熱河、察哈爾、綏遠五省；北平、天津二市）當選第一屆立法委員。

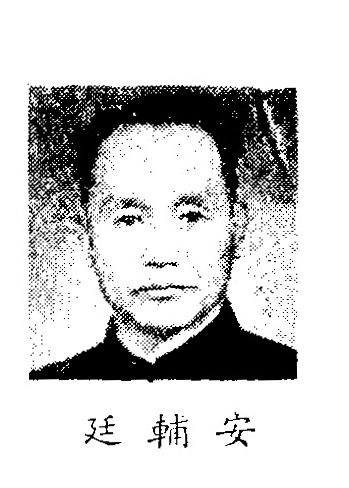
出席制憲國民大會代表時

## 生平[2][3]
- 河北省立高中畢業
- 中央訓練團黨政訓練班二十四期畢業
- 中國勞動協會理事長
- 一九三四年出席第十八屆、一九四五年第二十七屆、一九四七年第三十屆國際勞工大會中國勞工代表
- 出席世界第一屆工會聯合會代表
- 中國國民黨唐灤廠特別黨部主任委員
- 制憲國大代表
- 立法委員
- 全國總工會常務理事

生于1894年（清光绪二十年）。早年在唐山启新洋灰公司当工人。1928年，任该公司工会常务委员。1929年至1933年，任唐山市总工会常务委员。1934年，任中国出席日内瓦国际劳工会议代表。同年，任中国国民党河北省党部开滦煤矿工运指导员。1938年，任华北党务办事处第三组组训科干事。1939年，任社会部开滦煤矿工运指导员助理。1943年，任开滦矿区党部筹备委员会
主任。
1945年，任日内瓦劳工会议中国代表顾问。1946年，任社会部冀东区工运专员。同年当选制宪国民大会河北职业代表。1947年3月1日，出任立法院立法委员。同年，调任中国国民党唐滦区矿厂特别党部主任委员。1948年，当选行宪第一届立法院立法委员。后来赴台湾。
1969年5月16日，病逝。